# Saint-Cybardeaux
Saint-Cybardeaux – miejscowość i gmina we Francji, w regionie Nowa Akwitania, w departamencie Charente.
Według danych na rok 1990 gminę zamieszkiwały 724 osoby, a gęstość zaludnienia wynosiła 34 osób/km² (wśród 1467 gmin regionu Poitou-Charentes Saint-Cybardeaux plasuje się na 419. miejscu pod względem liczby ludności, natomiast pod względem powierzchni na miejscu 355.).